# Џеф Данијелс
Џефри Ворен „Џеф” Данијелс (енгл. Jeffrey Warren "Jeff" Daniels, Атенс, Џорџија, 19. фебруар 1955) амерички је глумац, музичар и драмски писац. Двоструки добитник награде Еми, четири пута номинован за Златни глобус (1986, 1987, 2006, 2013) и номинован за награду Тони. Најпознатији по улогама у Пурпурна ружа Каира, Глупан и тупан, Брзина, Време нежности, Гетисбург, Арахнофобија, Лигња и кит, Убица из будућности, Сати и ТВ серији „Новости“.